# 꿈 (케플러)

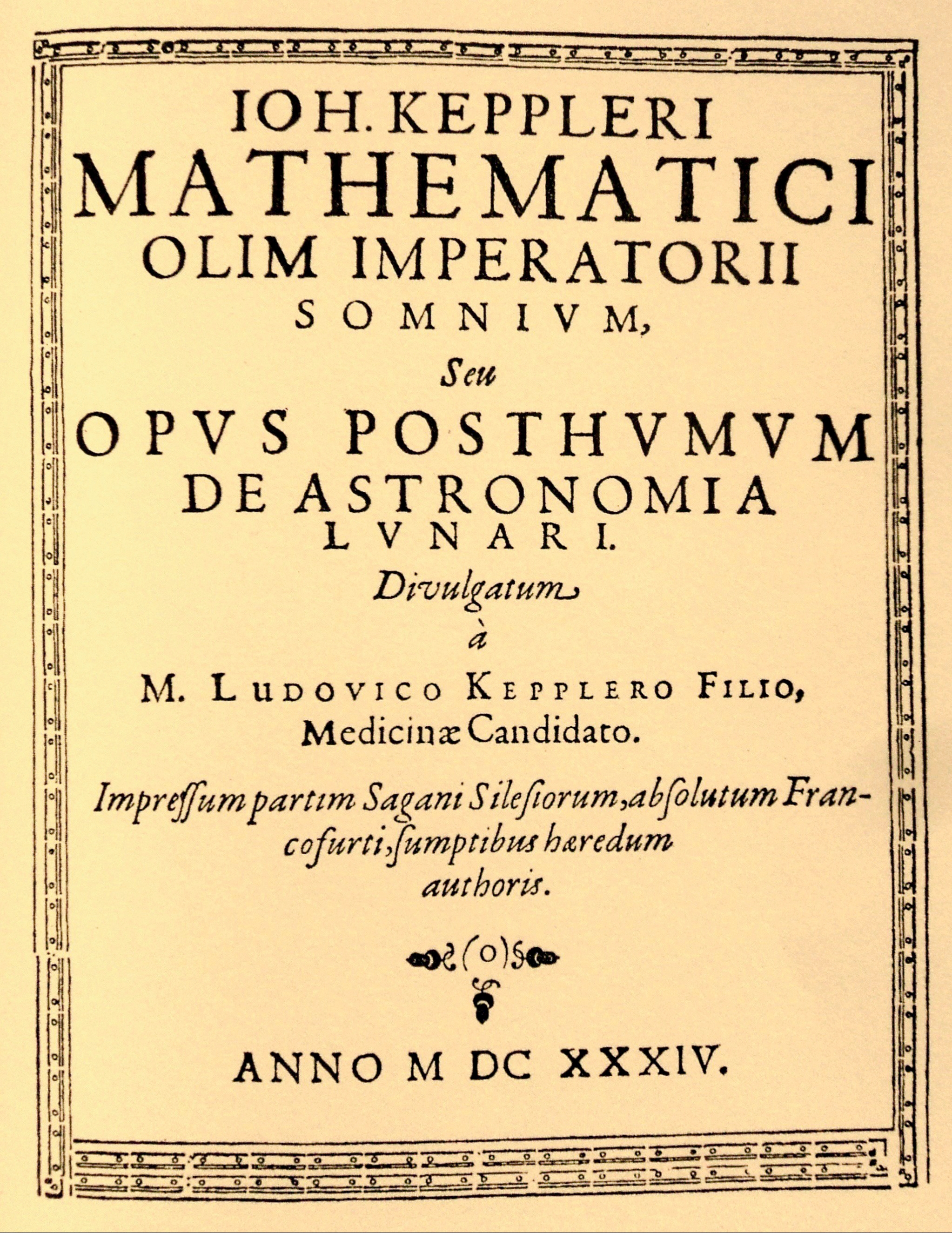

《꿈》(라틴어: Somnium)은 1620년과 1630년 사이에 요하네스 케플러가 쓴 소설로, 튀코 브라헤의 제자가 초자연적인 힘에 의해 달로 여행을 떠난다는 내용이다. 칼 세이건은 이 소설을 최초의 과학 소설로 평가했다. 케플러의 어머니 카타리나 케플러는 이 소설이 빌미가 되어 마녀로 몰려 잡혀가게 된다. 결국 무죄가 입증되었고, 케플러는 이 소설의 왜곡된 해석을 막기 위해 본문보다도 긴 223개의 주석을 달았다.